# Videodommer
 "VAR" omdirigeres hertil. For andre betydninger af VAR, se Var.
Videodommer (engelsk: Video Assistant Referee, forkortet VAR) er en dommer, der assisterer, hvor der skal tages vigtige beslutninger i en fodboldkamp.

## Anvendelse
En videodommer står i direkte kontakt med dommeren ved brug af et headset og giver råd på baggrund af de billeder, han får fra kameraerne i fodboldstadionet. Videodommeren må kun assistere i forbindelse med fire spilsituationer
- straffespark/ikke straffespark
- direkte rødt kort - ikke i tilfælde af anden advarsel
- mål, hvor der egentlig er tale om frispark eller offside.
- forkert identitet - dommeren tildeler den forkerte spiller en følgestraf[3]

Videodommeren har kun en rådgivende rolle, idet hoveddommeren har hovedansvaret.

## Historie
En videodommer blev for første gang brugt den 21. september 2016 i en officiel fodboldkamp mellem Ajax Amsterdam og Willem II i Nederlandene. Dommeren Danny Makkelie blev assisteret af videodommeren Pol van Boekel. Næste dag, den 22. september 2016, blev rollerne vendt om så van Boekel blev assisteret af Danny Makkelie i kampen mellem Feyenoord og FC Oss.
1. september 2016 blev systemet testet i en venskabskamp mellem Frankrig og Italien.

## Fodboldloven
IFAB (det Internationale fodbold-lovgivnings råd) besluttede den 3. marts 2018 at indskrive, brugen af en videodommer i fodboldloven, dog ikke som en obligatorisk hjælpefunktion. Dermed kan FIFA den 16. marts 2018 beslutte at benytte systemet ved VM i fodbold 2018.